# Battaglia di Holowczyn
La battaglia di Holowcyzn venne combattuta il 14 luglio 1708 davanti al piccolo villaggio di Holowczyn al confine tra Russia e Confederazione polacco-lituana (odierno Halowchyn in Bielorussia), nell'ambito dei più ampi eventi della grande guerra del Nord: un'armata svedese guidata dal re Carlo XII forzò il corso del fiume Vabič, difeso dalle truppe russe del maresciallo Boris Petrovič Šeremetev, infliggendo al nemico una dura sconfitta e aprendosi la strada alla volta di Mosca.

## I preparativi per la battaglia

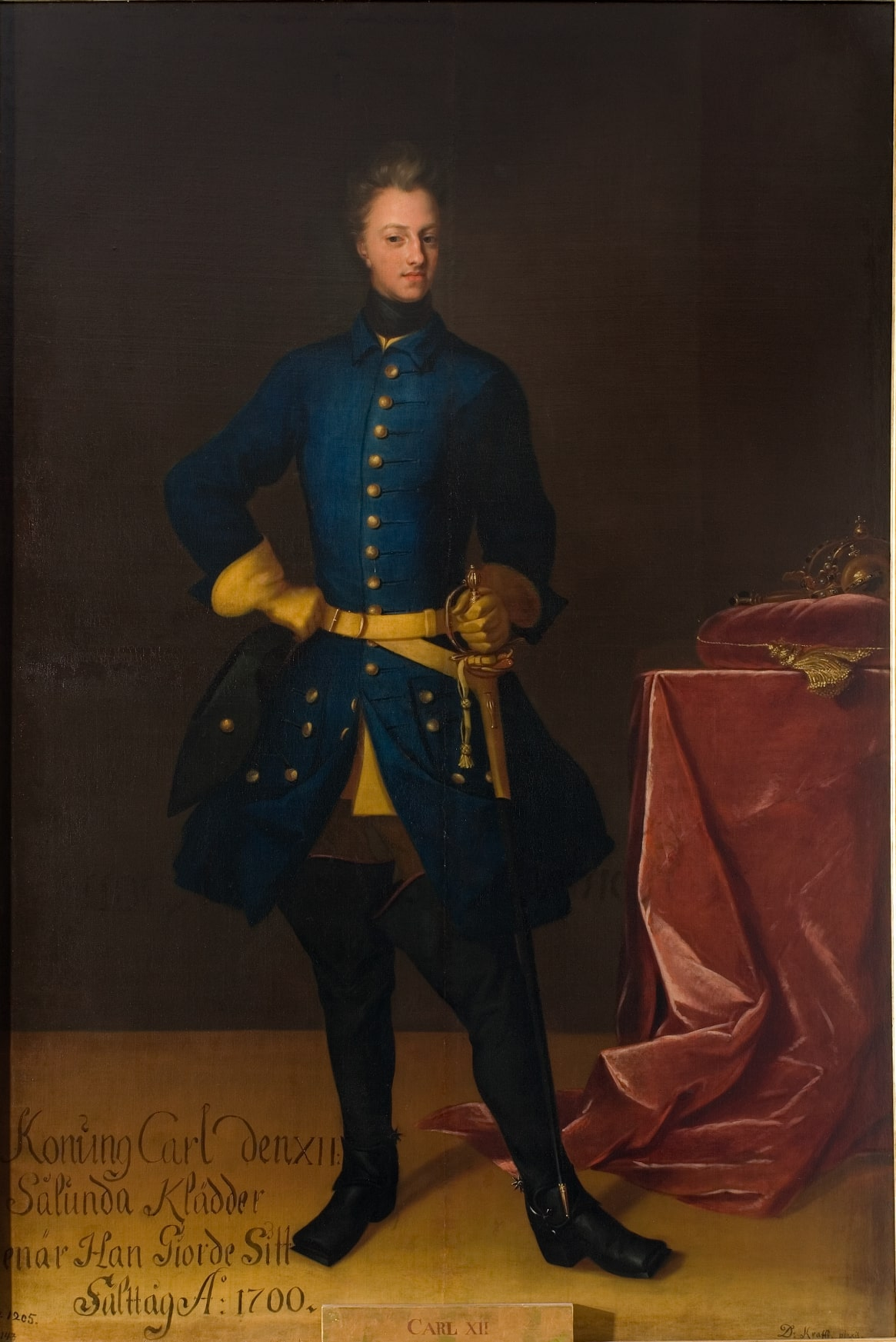
Carlo XII re di Svezia

Il 13 luglio del 1708, avvicinandosi al confine della Polonia con la Russia, gli svedesi raggiunsero il fiume Vabič, presidiato dai Russi con delle fortificazioni e delle batterie di cannoni. Le posizioni russe erano al comando del maresciallo Boris Petrovič Šeremetev, le cui forze erano divise rispettivamente in tre divisioni: il centro comandato direttamente da Šeremetev, la destra con a capo il generale Hallart e la sinistra al comando del Principe Repnin. Alla sinistra di quest'ultimo si trovava la cavalleria di Goltz con circa 8 000 uomini.
Carlo XII decise di perlustrare le posizioni russe e scoprì che tra le posizioni di Šeremetev e quelle di Repnin si trovava una palude praticamente indifesa, probabilmente perché considerata invalicabile dai russi.
Il sovrano scandinavo scoprì subito questo punto debole dello schieramento ed elaborò un piano per sfruttarlo: passando il Vabič di sorpresa in prossimità della palude, e attraversandola, avrebbe ruotato le sue forze sulla sua destra per travolgere l'intero fianco destro della divisione di Repnin. Per prima sarebbe passata la fanteria, da inviare ad attaccare i Russi con l'appoggio dell'artiglieria dall'altra parte del fiume, poi sarebbe toccato alla cavalleria attraversare la palude per proteggere la fanteria svedese dalla cavalleria russa.

## La battaglia

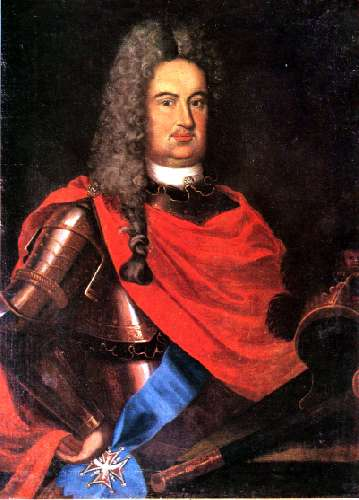
Il conte Šeremetev

Durante la sera del 13 luglio del 1708, il comandante dell'artiglieria svedese Bunow portò in avanti la sua artiglieria; le truppe svedesi vennero svegliate a mezzanotte e alle due del mattino del 14 luglio attraversarono la palude, venendo tuttavia avvistate da delle sentinelle russe che spararono dando l'allarme; contemporaneamente l'artiglieria di Bunow aprì il fuoco.
Repnin, non appena fu dato l'allarme, inviò richieste di aiuto a Goltz e a Šeremetev; temendo che l'attacco fosse una diversione, ordinò al resto dell'armata di restare ai propri posti. L'ala destra russa, dopo aver tirato qualche salva, si ritirò di fronte all'avanguardia svedese e Repnin reagì ordinando la ritirata nei boschi alle sue spalle.
Lo scontro si protese anche tra gli alberi, finché i russi esausti e senza munizioni abbandonarono il campo. Contemporaneamente altri battaglioni svedesi travolsero i trinceramenti russi e respinsero un contrattacco condotto dal generale Schweden, che rimase mortalmente ferito. Un'altra brigata russa di Šeremetev arrivò ai limiti della palude, alla sinistra svedese, ma non poté intervenire per coprire la ritirata di Repnin.
In quello stesso momento la fanteria svedese era sparpagliata tra i boschi e le ridotte e quindi vulnerabile a un contrattacco. Mentre le prime unità della cavalleria svedese attraversavano il fiume, la cavalleria di Goltz emerse dalla foresta, alla destra svedese: i russi si lanciarono all'attacco della fanteria svedese intorno alle fortificazioni, ma vennero subito intercettati da due squadroni del reggimento dragoni della guardia svedese, presto raggiunti da altri reggimenti di cavalleria della guardia. I dragoni russi si ritirarono inseguiti dalla cavalleria svedese, che continuò la sua carica contro tutti i reparti russi rimasti (alcune unità non ebbero nemmeno il tempo di dispiegarsi dalla formazione a colonna di marcia).
La cavalleria di Goltz venne sconfitta completamente, ma l'inseguimento fu rallentato a causa degli alberi, e ciò permise ai sopravvissuti di fuggire. Dal canto suo Šeremetev tentò un attacco per alleviare la pressione esercitata su Repnin, attraversando il Vabič, ma la manovra fallì. La confusione regnava tra i ranghi svedesi e ciò impedì a Carlo di sfruttare la vittoria muovendo contro Šeremetev, che poté ritirarsi ordinatamente. Ciò pose fine alla battaglia, lasciando gli svedesi padroni del campo.

## Epilogo
Le perdite russe furono di 977 morti e 675 feriti, mentre per gli svedesi ebbero 267 morti sul campo e 1 000 feriti, molti dei quali poi deceduti per mancanza di cure mediche. La maggioranza delle perdite svedesi si concentrarono nei reparti scelti della guardia, unità che Carlo non poteva permettersi di perdere. La battaglia di Holowczyn fu per gli svedesi "una vittoria di Pirro", non una battaglia decisiva, ma comunque portò all'apertura la strada per Mosca.